# Euphorbia bivonae
Euphorbia bivonae es una especie fanerógama perteneciente a la familia Euphorbiaceae. Es originaria del sur de Europa y el Norte de África.

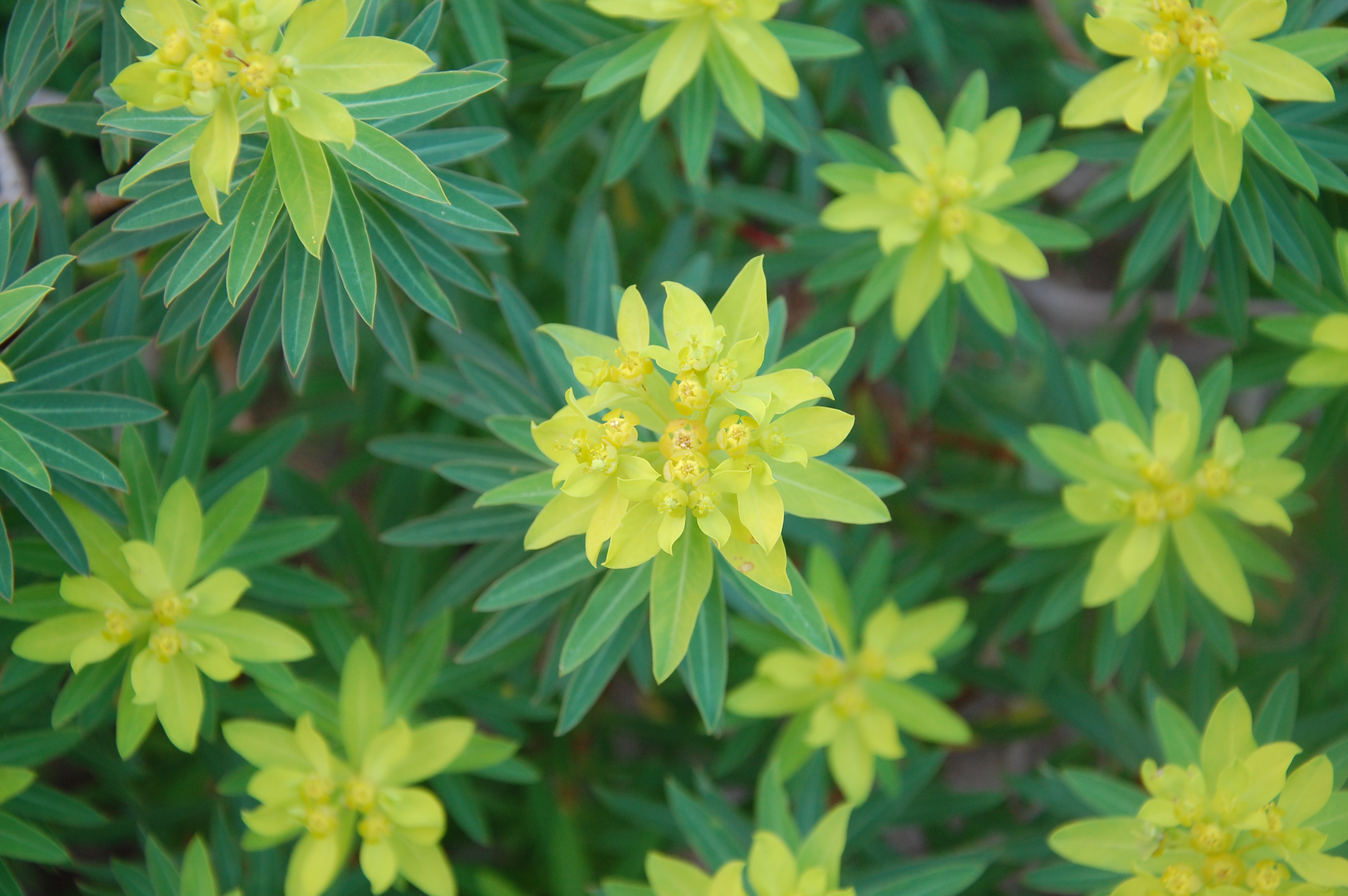
Flor

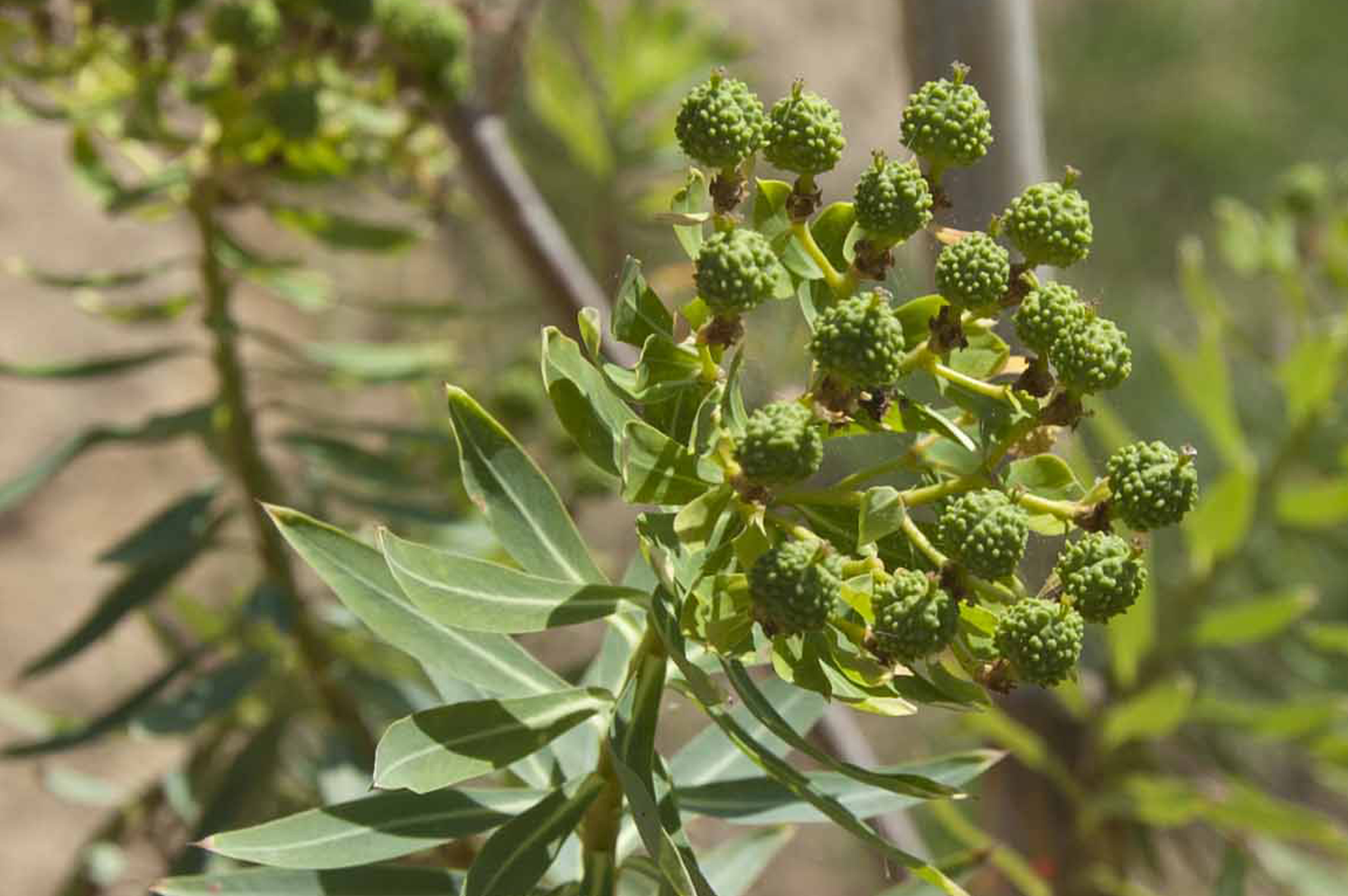
Fruto

## Descripción
Es una planta arbustiva, que alcanza un tamaño de 1-1,5 m de altura, con ramas rojizas,  desnudas, las hoja en la parte superior. Las ramas, si se rompe, segregan un látex blanco irritante para la piel.
En el verano se presenta en forma de arbustos sin hojas y esqueléticas. Durante el invierno y la primavera  forma una bola  con hojas lanceoladas, con el borde interior de color verde glauco. 
La inflorescencia es una umbela, con brácteas similares a las hojas y bractéolas anchamente ovadas, obtusas, mucronadas de color amarillento. Florece de noviembre a marzo. 
El fruto es una cápsula de unos 4 mm de largo, por lo general cubierta de tubérculos, que encierra la semilla ovoide, de unos 3 mm de longitud.

## Distribución y hábitat
La especie tiene un área de distribución, principalmente, en el norte de África ( Marruecos, Argelia, Túnez, Libia y Egipto ) que se extiende hacia el norte hasta las islas de Malta, Islas Favignana, Levanzo y Marettimo y la parte costera del oeste de Sicilia (la provincia de Agrigento, Trapani y Palermo ) .
Prefiere zonas rocosas calcáreas de hasta 300 m sobre el nivel del mar, donde se encuentra en la garriga y maquis.

## Taxonomía
Euphorbia biumbellata fue descrita por Ernst Gottlieb von Steudel y publicado en Nomenclator Botanicus. Editio secunda 1: 610. 1840.
Etimología
Euphorbia: nombre genérico que deriva del médico griego del rey Juba II de Mauritania (52 a 50 a. C. - 23), Euphorbus, en su honor – o en alusión a su gran vientre –  ya que usaba médicamente Euphorbia resinifera. En 1753 Carlos Linneo asignó el nombre a todo el género.
bivonae: epíteto otorgado en honor del  botánico siciliano Antonino Bivona Bernardi (1770–1837).
Variedades
- Euphorbia bivonae subsp. bivonae
- Euphorbia bivonae subsp. tunetana Murb.

Sinonimia
- Euphorbia spinosa var. bivonae (Steud.) Fiori
- Tithymalus bivonae (Steud.) Soják[4][5]

subsp. bivonae
- Euphorbia bivonae var. montana Lojac.
- Euphorbia fruticosa Biv.
- Euphorbia spinosa var. montana (Lojac.) Fiori
- Tithymalus fruticosus Klotzsch & Garcke

subsp. tunetana Murb.
- Euphorbia tunetana (Murb.) Vierh. ex Buxb.